# Arroyo del Catalancito
L'Arroyo del Catalancito és un rierol del nord de l'Uruguai, ubicat al departament d'Artigas que s'estén al llarg de la Cuchilla Yacaré Cururú, al nord-oest del rierol Sauce de Macedo. Des d'allí flueix en direcció nord-est i acaba en l'Arroyo Catalán Grande.